# Iuri Luțenko
Iuri Luțenko (ucraineană: Юрій Віталійович Луценко, rusă: Юрий Витальевич Луценко, n. 14 decembrie 1964, Rivne) este un politician ucrainean. A îndeplinit funcția de ministru al afacerilor interne în patru guverne ucrainene (primul guvern Iulia Timoșenko, guvernul Iuri Iehanurov, guvernul Viktor Ianukovici, al doilea guvern Iulia Timoșenko).
Deputat al poporului al Ucrainei (2002-2005, 2007, 2014-prezent).
A inceput activitatea politică în anul 1991, devenind membru al Partidului Socialist din Ucraina, iar apoi a condus „aripa dreaptă” a partidului. Din decembrie 2000 este unul din liderii ai opoziției ucrainene. A participat activ la Revoluția Portocalie (2004) și la Revoluția Demnității (2013–2014). În 2006 lansează mișcarea politică „Autoapărarea Populară”, în 2007 a fost ales în fruntea blocului președintelui Viktor Iușcenko „Ucraina Noastră – Autoapararea Populară”, format din 10 partide național-democrate.
În 2014 a fost ales în calitate de președinte al formațiunii politice a lui Petro Poroșenko „Solidaritatea”, iar după alegerile parlamentare anticipate din 2014 conduce și fracțiunea parlamentară a partidului.
În 2010 a fost arestat de reprezentanții serviciilor speciale și acuzat de deturnare de fonduri guvernamentale și abuz de putere. În februarie 2012 a fost condamnat la 4 ani de închisoare. Conform decrerului președintelui Ianukovici a fost eliberat în aprilie 2013.
În 2021, Yuriy Lutsenko a început să servească în Forțele Armate. La începutul lunii iulie 2023, Yurii Luțenko a anunțat că a fost demis din rândurile Forțelor Armate. Motivul pentru aceasta a fost decizia VLK cu privire la imposibilitatea în continuare a serviciului militar din cauza stării de sănătate (invaliditate). Din această cauză, Yuriy Lutsenko a fost forțat să plece în străinătate pentru tratament.
1. ↑  „Юрко Луценко виїхав з України: стали відомі причини” (în ucraineană). myukraine.in.ua. 24 iulie 2023. Accesat în 5 august 2023.